# البيو
البيو هي سلسلة رسوم متحركة فرنسية بلجيكية من تأليف بابا، كتبت من طرف لابوس ولونت من طرف تارتوف.
نُشرت في 2006 إلى غاية 2013م في الجريدة الاسبوعية سبيرو (Spirou)، هذه الرسوم المتحركة الكوميدية هي موضوع مجموعتين من تاليف دوبوي (Dupuis) ثم مجموعتين اخريتين في النشر الذاتي.
يمثل البيو طائر اخضر ممتلئ الجسم، غبي جدا وغير قادر على الطيران الذي يبث الفوضى في مشاهد مضحكة تكون عموما صامتة.

## ألبومات المسلسل
1. Idiot d'oiseau (بالفرنسية). Dupuis. juillet 2009. p. 46. ISBN:978-2-8001-4526-6. {{استشهاد بكتاب}}: تحقق من التاريخ في: |تاريخ= (help).
2. Débile volatile (بالفرنسية). Dupuis. août 2010. p. 48. ISBN:978-2-8001-4783-3. {{استشهاد بكتاب}}: تحقق من التاريخ في: |تاريخ= (help).
3. World Tour (بالفرنسية). Monsieur Pop Corn. avril 2013. p. 46. ISBN:979-10-90962-02-6. {{استشهاد بكتاب}}: تحقق من التاريخ في: |تاريخ= (help).
4. Jurassic Piou (بالفرنسية). Monsieur Pop Corn. juin 2015. p. 46. ISBN:979-10-90962-07-1. {{استشهاد بكتاب}}: تحقق من التاريخ في: |تاريخ= (help).
5. Power Piou (بالفرنسية). Kennes. janvier 2021. p. 48. ISBN:978-2-38075-214-4. {{استشهاد بكتاب}}: تحقق من التاريخ في: |تاريخ= (help).

## الملاحق

### روابط خارجية
- "Piou dans Spirou". BD oubliées. مؤرشف من الأصل في 2020-10-20..
- "Le Piou". bedetheque.com. مؤرشف من الأصل في 2017-06-25..

قالب:Palette